# 格林筆記
《格林筆記》是元氣開發，史克威爾艾尼克斯營運的RPG手機遊戲，2018年1月20日的「格林筆記感謝祭2018」宣佈推出新版《格林筆記Repage》和發表製作動畫消息，2019年1月開始在TBS電視台播出。

## 故事簡介
人们从出生开始就被赋予了一本书。从生到死按照“命运之书”记载的脚本生存下去的宿命。
在此之中，持有空白脚本的“空白之书”出生的艾克斯，以及與同样拥有“空白之书”的同伴们相遇，踏上了寻找自己使命的旅程。这是一部被不断阅读过的童话故事。

## 登場角色

### 格林筆記
艾克斯（聲：逢坂良太 / 東城日沙子（幼年期））
住在某個想區的少年，《空白之書》的持有者。
本身沒有被任何命運束縛一直生活至今 。
以跟蕾娜她們的相遇為契機，為了掌握屬於自己的命運踏上了旅途。
蕾娜·菲曼（聲：上田麗奈）
有著「調律巫女」稱謂的少女 。利用「調律」的能力，可將由於chaos teller的影響導致變得亂七八糟的想區恢復如初。
一直拿著名為《箱庭王國》的不 可思議的書，關於她的過去一切是謎團。
雖然散發著麗人氣質，實際上非常孩子氣 。
塔奧（聲：江口拓也）
豪爽奔放的青年。
一邊稱呼蕾娜為「大小姐」，一邊陪同踏上修復受chaos teller影響的想區的旅途 。
和詩音結為義兄妹，常常擅自將主角一夥收歸為「塔奧大家族」。
經常為了搶領隊之位和蕾娜爭論。
另外，不擅長應付所謂「男人的浪漫」之類的台詞。
詩音（聲：久保田未夢）
和塔奧結為義兄妹的少女。
個性難以抓摸，經常出現自作主張的言行，卻時不時從敏銳的角度看穿事件的真相，為主角一夥的旅途提供莫大的幫助。
非常重度的武器&改裝。
多才多藝的她目前卻沉迷於戲弄蕾娜。
六木（聲：水島大宙）

科理（聲：上坂堇）

法姆（聲：芹澤優）

克洛維斯（聲：河西健吾）

艾達（聲：藤井幸代）

### 格林筆記Repage
里沃爾（聲：千葉翔也）
人魚公主想區出生的少年。是喜歡上人魚公主的王子的弟弟。
目擊到人魚公主的結局後，對命運唯命是從的生存方式抱有疑問。
就在自己的生存之道感到迷惘時，跟艾蕾娜相遇，並得到了作為反抗命運力量的「引導之證」。
艾蕾娜·威斯露特（聲：市之瀨加那）
帶著《箱庭王國》的少女受夢中聲音所託，而踏上歸還《箱庭王國》給旅途。
能夠使用re·page以及「再編」的力量，但是本人並不清楚此力量從何而來。
憧憬英雄，想成為偉大的人。
艾莉西亞（聲：內山夕實）
全名艾莉西亞·吉哈諾，隸屬於收集想區和說書人情報的學術機關——福音學院。
憧憬著《調律的巫女》傳說，並追尋起她的足跡。
自稱學院第一才女，喜歡按著自己的感性行動，且很容易失控。
作為某位《命運之書》男人的女兒，受到那個男人的氣質薰陶。
提姆（聲：小野友樹）
與艾莉西亞一樣是福音學院的一員，並被她強行拐走去旅行
儘管對麻煩事都敬而遠之，卻十分關照同伴，負責專門制止艾莉西亞暴動。
身為空白之書的持有者，卻毫無緣由地對說書人的支配地位給予肯定。

### 格林筆記The Animation
愛麗絲（聲：久保田未夢）

小紅帽（聲：種田梨沙）

灰姑娘（聲：上田麗奈）

白雪公主（聲：悠木碧）

羅賓漢（聲：間島淳司）

歌利亞（聲：白熊寬嗣）

杜爾西內婭（聲：上坂堇）

唐吉訶德（聲：立木文彦）

桑丘（聲：白熊寬嗣）

神仙教母（聲：堀江由衣）

時鐘兔（聲：大久保瑠美）

傑克（聲：種田梨沙）

## 電視動畫
《格林筆記 The Animation》由Brain's Base製作，2019年1月10日開始播出。 

### 主題曲
片頭曲「Innocent Notes」
填詞：中村彼方，作曲、編曲：塚田耕平，ストリングスアレンジ：早川博隆、塚田耕平，主唱：竹達彩奈
片尾曲「Endless Notes」
填詞、作曲：馬淵直純，編曲：大久保薰，主唱：i☆Ris
插入曲（第1話）
填詞、作曲：砂守岳央，編曲：松岡美彌子，主唱：

### 各話列表
| 話數   | 標題               | 劇本   | 分鏡     | 演出       | 作畫監督                            |
| ------ | ------------------ | ------ | -------- | ---------- | ----------------------------------- |
| 第1話  | 小紅帽的森林       | 山口宏 | 菅原靜貴 | 菅原靜貴   | 松本健太郎 山川拓己                 |
| 第2話  | 堂吉訶德的信念     | 山口宏 | 菅原靜貴 | 石踊宏     | 川島尚                              |
| 第3話  | 追忆的灰姑娘       | 山口宏 | 大宙征基 | 真野玲     | 新保卓郎                            |
| 第4話  | 艾克斯的起程       | 山口宏 | 西森章   | 織田賴信   | 相坂直紀                            |
| 第5話  | 夢想與浪漫的金銀島 | 山口宏 | 石踊宏   | 石踊宏     | 澀谷一彥                            |
| 第6話  | 艾克斯與白雪公主   | 山口宏 | 菅原靜貴 | 西森章     | 相坂直紀 鈴木信一 山川拓己          |
| 第7話  | 格爾達和冰雪女王   | 山口宏 | 西森章   | 真野玲     | 新保卓郎                            |
| 第8話  | 鬼島的兄妹         | 山口宏 | 大宙征基 | 山内東生雄 | 相坂直紀                            |
| 第9話  | 熱沙的阿拉丁       | 山口宏 | 今掛勇   | 石踊宏     | 松本健太郎 川島尚 鈴木信一 山川拓己 |
| 第10話 | 奧爾良的聖女       | 山口宏 | 森健三郎 | 西森章     | 松本健太郎 相坂直紀 山川拓己        |
| 第11話 | 不可思議國度的蕾娜 | 山口宏 | 菅原靜貴 | 真野玲     | 新保卓郎                            |
| 第12話 | 不為人知的童話     | 山口宏 | 菅原靜貴 | 管原靜貴   | 松本健太郎 山川拓己 相坂直紀        |

## 外部連結
- （日語）遊戲官方網站
- （日語）格林筆記官方的X（前Twitter）
- （日語）電視動畫官方網站
- （日語）動畫《格林筆記 The Animation》官方的X（前Twitter）